# Fritz Polster
Fritz Wilhelm Polster (* 8. März 1891 in Dürrweitzschen; † 1971) war ein deutscher Konzertsänger und bedeutender Gesangspädagoge.

## Leben
Polster wurde 1891 als Sohn des Kantors Herrmann Oswald Polster (1853–1925) und dessen Frau Anna Mannewitz (geb. 1856) in Dürrweitzschen geboren. Nach der Vorschule ebenda besuchte er das Lehrerseminar Grimma. Bis 1905 erhielt er von seinem Vater Musikunterricht. Von 1905 bis 1911 wurde er beim Musiklehrer des Seminars Ossian Reichardt in Klavier, Orgel und Gesang unterrichtet.
1914 sowie nach dem Ersten Weltkrieg (1919 und 1921 bis 1922) studierte er am Leipziger Konservatorium. Zu seinen Lehrern zählten Oscar Laßner und Georg Marion in Gesang, Otto Weinreich in Klavier, Otto Wittenbecher in Theorie und Arthur Seidl in Ästhetik.
Ab 1921 war er als Gesangspädagoge und Konzertsänger tätig. 1925 wurde er Assistent von Oscar Laßner am Landeskonservatorium Leipzig. Zu seinen Schülern gehörten u. a. Gertrud Birmele, Philine Fischer, Paul Glahn, Ernst Philipp Göpelt, Horst Günter, Kurt Hübenthal, Gisela Lorenz, Anny Quistorp, Hans-Joachim Rotzsch, Evy Tibell und Käte van Tricht, wobei Peter Schreier sein berühmtester war.
Polster war evangelischer Konfession und seit 1923 mit einer Pianistin verheiratet, mit der er zwei Töchter hatte. Er war Vater des Oratorien- und Opernsängers Hermann Christian Polster (* 1937), den er auch unterrichtete.